# St-Denis (Arnouville)

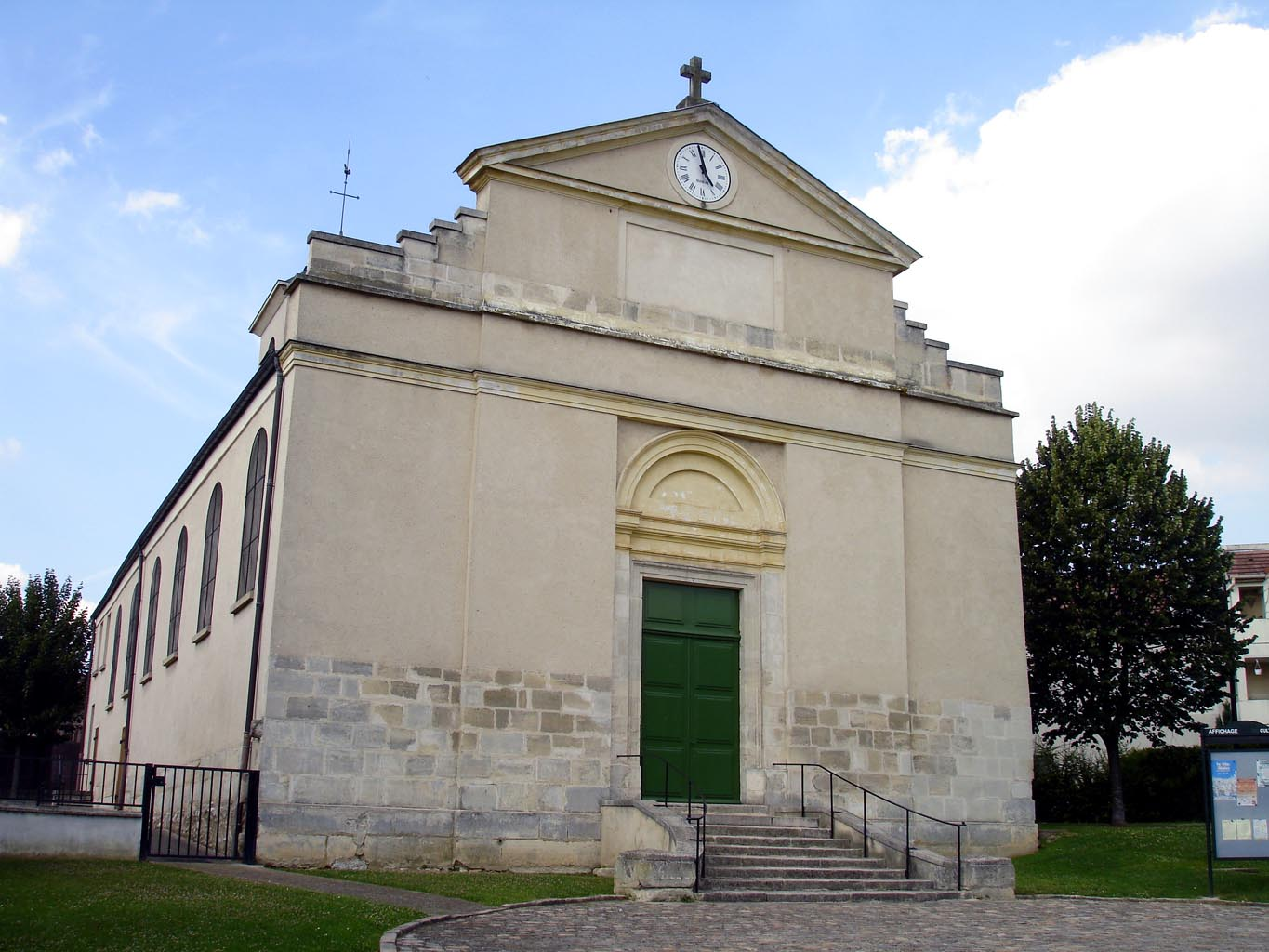
Kirche St-Denis

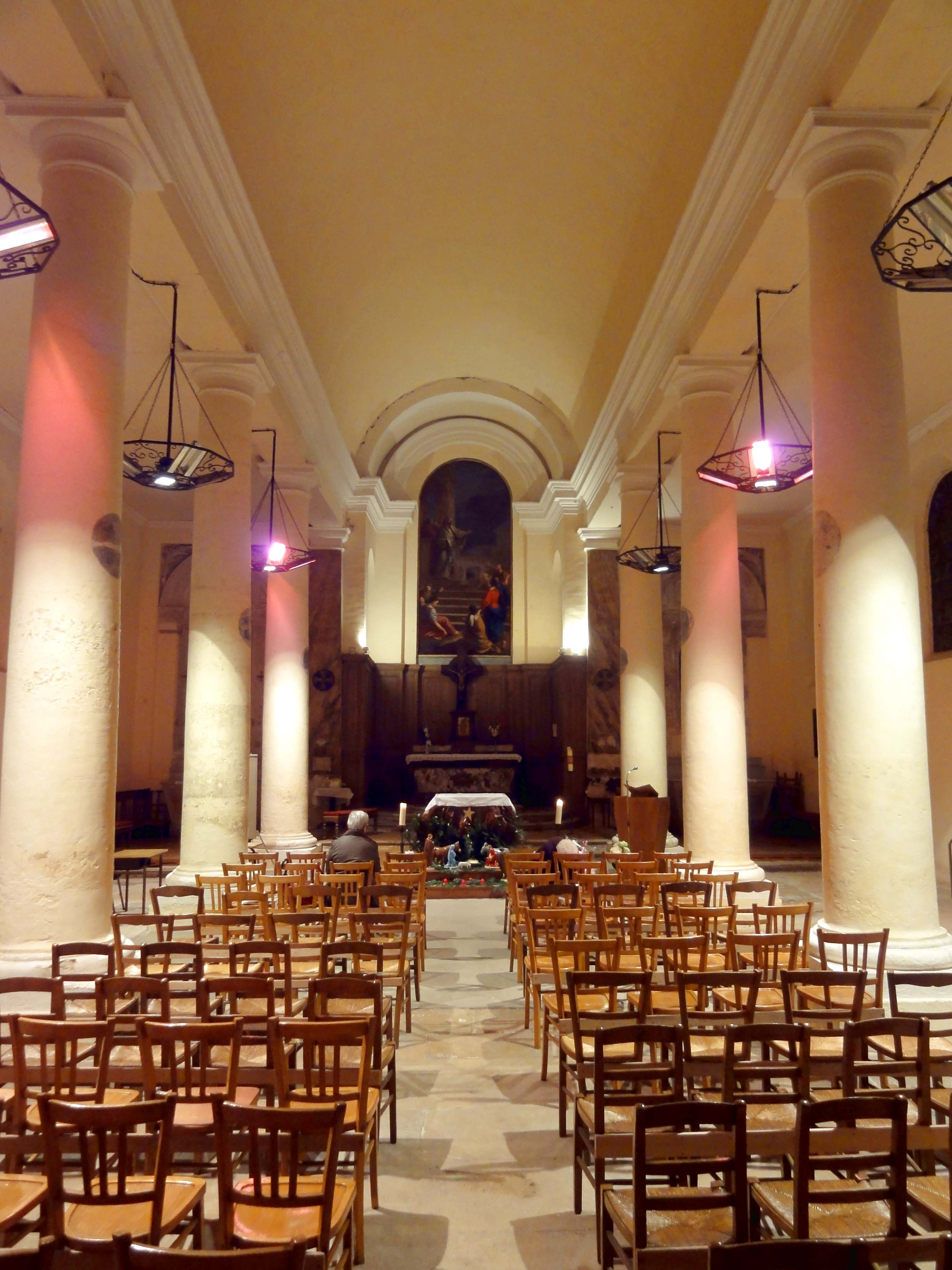
Innenansicht

Die katholische Kirche St-Denis in Arnouville, einer französischen Gemeinde im Département Val-d’Oise in der Region Île-de-France, wurde 1782 errichtet. Die Kirche steht seit 1986 als Monument historique auf der Liste der Baudenkmäler in Frankreich.
Der dreischiffige Bau aus Ziegelmauerwerk wurde nach Plänen des Architekten Jean-Baptiste Chaussard errichtet. Das Mittelschiff mit sechs Jochen, das mit sechs Säulen von den Seitenschiffen abgetrennt wird, schließt mit einem Tonnengewölbe ab. Der rechteckige Chor ist im Verhältnis zur Größe der Kirche klein ausgefallen.
Im Boden sind fünf Grabsteine aus der alten Kirche eingelassen, die aus der Zeit von 1537 bis 1773 stammen.